# لياندرو تاتو
لياندرو تاتو (26 أبريل 1982 بفيتوريا، البرازيل في البرازيل - ) هو لاعب كرة قدم برازيلي في مركز الهجوم. لعب مع نادي إنترناسيونال ونادي باسوش دي فيريرا ونادي بيرا مار ونادي ستيوا بوخارست ونادي ليتشويس ونافال ونادي ديبورتيفو داس أيفيس ونادي سانتا كلارا وبانكوك يونايتد.

## وصلات خارجية
- لياندرو تاتو على موقع الاتحاد الأوربي (الإنجليزية)
- لياندرو تاتو على موقع قاعدة بيانات كرة القدم.إي يو (الإنجليزية)
- لياندرو تاتو على موقع Soccerway.com (الإنجليزية)
- لياندرو تاتو على موقع AS.com (الإسبانية)